# Castell de Claret dels Cavallers
El Castell de Claret dels Cavallers és un edifici del municipi de Sant Mateu de Bages (Bages) declarada bé cultural d'interès nacional.

## Descripció
Les restes del castell o fortalesa de grans carreus al pujolet de sobre el nucli i església de Sant Pere. La seva planta seguiria l'orografia del turó. Només resten dos panys de paret formant un angle recte, possiblement corresponents a la muralla, situats a l'extrem sud-oest del turó; l'alçada de les parets és d'uns 6 metres. Del mur de llevant només es veu la part superior perquè se li van adossar dues tines camuflades dins d'un edifici rectangular. La línia de tancament de les cases del nucli (al vessant del turó) definirien el traçat de la muralla de tancament del recinte jussà; possiblement les restes d'aquesta s'integren a les edificacions actuals o bé se situen al subsòl.

## Història
El lloc de Claret pareix documentat per primera vegada l'any 1031 quan era un alou d'un germà del castlà de Castelltallat. Al segle xiv, el lloc de Claret apareix vinculat al comtat de Cardona els quals van exercir la jurisdicció civil i criminal fins a la desaparició dels senyorius jurisdiccionals.